# Властимир Перичић
Властимир Перичић (Вршац, 7. децембар 1927 — Београд, 1. март 2000) био је српски композитор и један од најважнијих теоретичара у српској музици, истакнути музиколог и аутор универзитетских уџбеника и дописни члан Српске академије наука и уметности.

## Биографија
Властимир Перичић је рођен од оца Јураја и мајке Јелице, рођене Николајевић.
Основну школу учио је у Земуну 1934—1938, гимназију у Земуну 1938—1941. и у Београду 1941—1946. У Средњу музичку школу при Музичкој акадамији у Београду уписао се 1941, на Музичку академију 1945; дипломирао на Одсеку за композицију Музичке академије у Београду (у класи проф. Станојла Рајичића) 1951. године.
У периоду 1945—1947. радио као приправник, у Природњачком музеју у Београду, 1948—1951. као хонорарни наставник солфеђа и основне теорије музике у Музичкој школи Јосиф Маринковић у Београду, 1951—1955. као професор теоријских предмета у Средњој музичкој школи при Музичкој академији (данас Музичка школа Јосип Славенски).
Школску годину 1955—1956. провео на усавршавању на Академији за музику и драмску уметност Akademie für Musik und darstellende Kunst y Бечу (у класи композиције проф. Алфреда Ула. Током лета 1956. присуствовао курсевима за савремену музику у Дармштат у (CP Немачка).
Године 1955. изабран је на Музичкој академији (садашњи Универзитет уметности у Београду ''Факултет музичке уметности'') у Београду за асистента на Одсеку за композицију, 1961. за доцента на Одсеку за музичку теорију, 1965. за ванредног професора, 1988. за редовног професора. Предавао је 1967—1971. и на Одељењу наставе I степена у Нишу. Предавао је различите теоријске предмете (хармонију, харманску анализу, контрапункт, музичке облике, анализу музичког дела, тонски слог, познавање инструмената итд), а од 1971. првенствено предаје историју југословенске музике на Одсеку за музикологију.
Извео је као ментор на дипломски испит 51 кандидата из теоријских предмета и 27 из историје југословенске музике, као и 6 магистраната. Пензионисан је као редовни професор Факултета Музичке уметности у Београду 1993. године.
Преминуо је у Београду 1. марта 2000. године.
За 80-годишњицу композиторовог рођења, 7. децембра 2007. године, у Музичко-информативном центру СОКОЈ-а у Београду, отворен је део легатаВластимира Перичића.
Музичка академија Универзитета у Источном Сарајеву отворила је други део легата Властимира Перичића.

## Признања и награде
Властимир Перичић је добитник више награда и признања. Поменимо само неке од њих:
- Награде Народне омладине Југославије за II руковет (1948) и III руковет (1950).
- Награда на међународном конкурсу Giovanni Battista Viotti, Vercelli (Италија), за Гудачки квартет, 1950.
- Награда удружења композитора Србије за Симфонијету, 1959.

## Написи о аутору
- Јосип Андреис, Драготин Цветко, Стана Ђурић-Клајн: Хисторијски развој музичке културе у Југославији, Загреб, Школска књига, 1962, 708 стр.
- Стана Ђурић-Клајн: Увод у историју југословенске музике, Београд, Уметничка академија у Београду, Mузичка академија, 1963
- Ненад Туркаљ: Мала хисторија музике, Напријед, Загреб, 1963, 149.
- Властимир Перичић, уз сарадњу Душана Костића и Душана Сковрана: Музички ствараоци у Србији (текст о В. Перичићу написао Душан Сковран), Београд, Просвета, 1969, стр. 373-582
- Југословенски савременици, Библиотека лексикон, Ко је ко у Југославији 1970, Београд, Хронометар, 1970.
- Дејан Деспић: Властимир Перичић, Pro musica 140, 1989, 5-6
- Дејан Деспић: Разговор са Властимироm Перичићem, Нови звук 2, 1993, 5-10.
- , Париз, 1957, вол. II, 179 (F. Zagiba)
- Музичка енциклопедија JЛЗ, Загреб, 1963, св. II, 389 (Д. Сковран)
- Енциклопедија Југославије, Загреб, 1965, св. VI, 466 (Д. Сковран)
- Aлбум композитора, Удружење музичких педагога СР Србије, Београд, 1970
- Душан Плавша, Музичка уметност, Енциклопедијски лексикон - Мозаик знања, Интерпрес-Београд, 1972.
- Лексикон југославенске музике, Загреб, 1984, св. II, 160 (Ј. Зец)
- , Лондон, 1980, вол. XIV, 405 (h. - 0 'Loughlin)
- Ирена Грицкат: Властимир Перичић, Вишејезични речник музичких термина, Јужнословенски филолог XLII,1986, 223-226
- Дејан Деспић: Властимир Перичић, Инструментални и вокално-инструментални контрапункт, Зборник Матице српске за сценске уметности и музику, 2, Нови Сад 1987, 240-242
- Момир Ђоковић, Лексикон, Ко је ко у Србији 1991, Београд, Библиофон, 1991.
- Роксанда Пејовић: Музичко стваралаштво и извођаштво од 18. века до данас[9]
- Мелита Милин: Властимир Перичић[10]

## Попис дела
Перичићев релативно мали композиторски опус представља један од важних доприноса неокласицистичком стилском правцу у Србији.
1. Две народне за мешовити хор (Мегла се кади, 1946, 2'; Три години, 1946, рев. 1948, 4')

2. Три минијатуре за клавир (Canzonetta, Valse, Chant sans paroles, 1947, 6')

2а. Три минијатуре за кларинет и клавир (Canzonetta - Посвета Чајковском, Valsе mignonne - Посвета Шопену, Chant sans paroles - Посвета Менделсону, 1995, 6')
3. Интермецо за клавир, 1947, 4'

3а. Интермецо (Посвета Брамсу) за кларинет и клавир, 1996, 4'
4. Менует за гудачки квартет, 1947, 3'

4а. Менует (Посвета Хајдну) за кларинет и клавир, 1995, 3'
4б. Менует (Посвета Хајдну) за кларинет и гудаче, 1995, 3' 5.
5. Три соло-песме (У троје, Грм, Била једном ружа једна), 1948, 9'

6. Два мешовита хора (Грм, Вече на шкољу), 1948, 6'

7. Песме из Врања (I руковет) за мешовити хор, 1948, 4'

8. Тема с варијацијама за клавир, 1948, 12'

9. Песме из Македоније (II руковет) за мешовити хор, 1948, 5'

10. Соната за клавир, еф-мол, 1949, 22'
10а. Скерцо за кларинет и клавир (II став из Сонате), 1996, 4'
11. Пепељуга, музика за дечји марионетски комад, за мали оркестар,1949, 20'

11а. Мала свита из „Пепељуге“ за камерни оркестар, 1949, 10'
11б. Мала свита из „Пепељуге“ за клавир, 1949, 10'
11ц. Песма и игра за виолину и клавир, 5'
11д. Песма и игра за виолину и гудаче, 5'
11е. Песма и игра за кларинет и клавир, 1994, 5'
11ф. Песма и игра за кларинет и гудаче, 1994, 5'
11г. Марш (Посвета Прокофјеву) за кларинет и клавир, 1995, 2'
11х. Свитање, за кларинет и клавир, 1995, 3'
11и. Коло, за кларинет и клавир, 1995, 3'
11к. Свитање, за виолину и клавир, 1909.
11л. Марш, за виолину и клавир, 1990.
12. Песме из Далмације (III руковет) за мешовити хор, 1049, 5'

13. Гудачки квартет, де-мол, 1950, 25' Нови Звук, CD No. 2.

14. Шумске идиле, циклус за глас и клавир (Сврачак, Мртви лугар, Орао),1950, 9' 

15. Новела од Станца, музика за сцену, 1950, 12'

16. Симфонијски став за велики оркестар, ге-мол, 1951, 14'

17. Сонатина за виолину и клавир, Е-дур, 1951, 9'

17а. Сонатина Дес-дур (Посвета Суку) за кларинет I клавир, 1996, 9'
17б.  (II став из Сонатине), за кларинет и клавир, 1995, 3'
18. Сонатина за клавир, 1952, 8'
18а. Посвета Бартоку (II став из Сонатине), за кларинет и клавир, 1996, 3'
19. Fantasia quasi una sonata, за виолу и клавир, ге-мол, 1954, 14' 

19а. ', за виолин и клавир, де-мол, 1954, 14'
20. Пасакаља за виолончело и клавир, 1955, 9'

21. Мала свита за три виолине (Fughetta, Scherzando, Lamento, Moto perpetuo), 1955, 10' (изгубљено)

22. Симфонијета за гудачки оркестар, 1956-57, 25'

23. Три песме Rabindranatha Tagore, за глас и клавир, 1957, 9'

24. Музика за дечји филм Дрвени коњић, за клавир, 1957, 9'

25. Ноћ без јутра, циклус за глас и клавир, 1959, 8'

26. Прелудијум за клавир, 1960, 2'

27. Градинар, циклус за глас и клавир, 1962-64, 15'

28. Сонатина за кларинет и клавир (Посвета Дворжаку), еф-дур, 1996, 8'

29. Сонатина бреве за кларинет и клавир (Посвета моме професору Станојлу Рајичићу), де-мол, 1996, 5'

30. Ciacconetta за кларинет и клавир, 1996, 3'

31. Сарабанда е Фугета за кларинет и клавир, 1946/1996, 4'

32. Соната за виолончело и клавир, бе-мол, 1955/1996, 22' (укључује бр. 20 Пасакаља)

33. Две етиде за кларинет и клавир, 1997, 3'

34. Три дуета за два кларинета и клавир, 1997, 4'

35. Кто Бог велиј, за мешовити хор, 1998, 2'

35а. Кто Бог велиј, за мушки хор, 1998, 2'

### Оркестрације
- Vitězslav Novák: Хајдучка сонатина (Zbojnická sonatina), за клавир. Прерада за симфонијски оркестар, 1949, Ркп.: партитура и деонице код аутора.
- Модест П. Мусоргски: Песме и игре смрти (Песни и пляски смерти) за глас и клавир. Перада за бас и симфонијски оркестар, 1959. Прво изв. : 4. јун 1963, Београд, Мирослав Чангаловић и Београдска филхармонија. Изводено и у Италији. Ркп.: партитура код М. Чангаловића.
- Радивој Лазић - Властимир Перичић: Три мала комада (Минијатурни валцер, Успаванка, Прича са Дивљег запада) за кларинет и клавир. Прерада за кларинет и гудачки оркестар, 1997. Ркп.: партитура и деонице код аутора.
- Радивој Лазић - Властимир Перичић: Романтични концерт у а-молу за кларинет и клавир. Прерада за кларинет и симфонијски оркестар, 1998/99, Ркп.: партитура и деонице код аутора.
- Радивој Лазић - Властимир Перичић: Интродукција, тема и варијације за кларинет и клавир. Прерада за кларинет и гудачки оркестар, 1998/99, Ркп.: партитура и деонице код аутора.
- Радивој Лазић - Властимир Перичић: Кончертино у ге-молу за кларинет и клавир. Прерада за кларинет и симфонијски оркестар; друга верзија за кларинет и гудачки оркестар, 1998/99. Ркп.: партитура и деонице код аутора.
- Радивој Лазић - Властимир Перичић: Триптих моме оцу (Носталгични валцер, Епитаф, Хумореска) за кларинет и клавир. Прерада за кларинет и гудачки оркестар, 1998/99. Ркп.: партитура и деонице код аутора.
- Радивој Лазић - Властимир Перичић: Из мог интимног дневника (Исповест, Осмех кроз сузе) за кларинет и клавир. Прерада за кларинет и камерни оркестар, 1998/99. Ркп.: партитура и деонице код аутора.
- Радивој Лазић - Властимир Перичић: Два расположења (Сета, Раздраганост) за кларинет и клавир. Прерада за кларинет и камерни оркестар, 1998/99. Ркп.: партитура и деонице код аутора.
- Радивој Лазић - Властимир Перичић: Два карактерна комада (Романтична мелодија, Концертантни капричо) за кларинет и клавир. Прерада за кларинет и камерни оркестар, 1998/99. Ркп.: партитура и деонице код аутора.
- Радивој Лазић - Властимир Перичић: Мала свита (Arietta, Меланхолични валцер, Елегантна елегија, Cavatina, Марш патуљака) за кларинет и клавир. Прерада за кларинет и гудачки оркестар, 1998/99. Ркп.: партитура и деонице код аутора.
- Радивој Лазић - Властимир Перичић: Менует под гранама јоргована за кларинет и клавир. Прерада за кларинет и гудачки оркестар, 1998/99. Ркп.: партитура и деонице код аутора.
- Радивој Лазић - Властимир Перичић: Три минијатуре (Giocoso, Malinconico, Appassionato) за кларинет и клавир. Прерада за кларинет и гудачки оркестар, 1998/99. Ркп.: партитура и деонице код аутора.

### Аранжмани
- Nicolò Paganini: клавирска пратња за 8 каприча.
- Дејан Марковић: клавирска пратња за збирку минијатура за виолину (30 комада).
- Радивој Лазић: клавирска пратња за минијатуре за кларинет из школе Учим кларинет I-IV и збирки Распевани кларинет I-IV, Мелодичне етиде с клавиром I-II, Млади кларинетски виртуоз I-IV и Ведри дани у музичкој школи (укупно око 100 комада). Штампано: Ведри дани у музичкој школи, Београд, Савез друштава музичких и балетских педагога Србије, 1996; Учим кларинет I и Распевани кларинет I, Београд, Завод за уџбенике и наставна средства, 1997; Млади кларинетски виртуоз I-III, Београд, ауторско издање, 1997.
- Транскрипције за кларинет и клавир, 65 композиција из светске литературе (Bach, Mozart, Beethoven, Chopin, Brahms, Чајковски и др.) за збирку Р. Лазића - В. Перичића: Велики мајстори за кларинет I-VI. Штампано: Велики мајстори за кларинет I-III, Београд, ауторско издање, 1997.

## Књиге
- Д. Сковран и В. Перичић: Наука о музичким облицима. - Београд, Уметничка академија, 1961, VII изд. 1991, 574 стр.
- М. Раденкевић и В. Перичић: Преглед науке о хармонији, за средње музичке школе. – Београд. Просвета, 1962, 138 стр.
- Јосиф Маринковић - живот и дело.[17] - Београд, САНУ, 1967, 266 стр.
- Развој тоналног система. - Београд, Уметничка академија, 1968, 83 стр.
- В. Перичић (уз сарадњу Д. Костића и Д. Сковрана): Музички ствараоци у Србији. - Београд, Просвета, 1969, 663 стр.
- Стваралачки пут Станојла Рајичића. - Београд, Уметничка академија, 1971, 152 стр.
- Вокална и оркестарска музика у Србији до II светског рата (анализа дела). - Београд, Pro Musica, 1971, 68 стр.
- А. Коци, К. Ковачевић, З. Кучукалић, Д. Ортаков, В. Перичић: Југославанска гласбена дела. - Љубљана, Државна заложба Словеније, 1980, 553 стр.
- Вишејезични речник музичких термина.[18] - Београд, САНУ, 1985; II изд. САНУ - Завод за уџбенике и наставна средства - Универзитет уметности, 1997, 608 стр.
- Инструментални и вокално-инструментални контрапункт. - Београд, Универзитет уметности, 1987, 921 стр.
- Вокални контрапункт, за средње музичке школе. - Београд, Завод за уџбенике и наставна средства, 1991, II изд. 1997, 126 стр.

## Скрипте
- Контрапункт, I део, за III разред средње музичке школе, Београд, Музичка школа „Станковић”, 1979, 191 стр.
- Основи контрапункта, Београд, Фонд за умножавање наставне литературе ФМУ, 1985, 108 стр. (Ранија издања: Контрапункт I и II, изд. аутора и Универзитета уметности).
- Хармонија I и II, Београд, Фонд за умножавање наставне литературе ФМУ, 1988, стр. 75 + 88; Београд, Заједница музичких и балетских школа Србије, 2004, стр. 72 + 88 (Ранија издања аутора и Универзитета уметности)
- Кратак преглед развоја хармонских стилова, II изд. Београд, Фонд за умножавање наставне литературе ФМУ, 1987, 98 стр.
- Мали упоредни музичко-терминолошки речник, Београд, изд. аутора, 19 181 стр.

## Чланци и студије
- Из музичког живота Беча, Звук 6, 1956, 247-250
- Моцартова година у Бечу, Звук 9-10, 1957, 405-410
- 0 додекафонској техници, Звук 53, 1962, 265-275
- Стваралачки лик Војислава Вучковића, Звук 57, 1963, 161-187 (проширена верзија у: Војислав Вучковић уметник и борац, Београд, Нолит, 196
- Друга симфонија Василија Мокрањца[19], Звук 69, 1966, 505-512
- Магновења - нови вокални циклус Станојла Рајичића, Звук 68, 1966, 352-358
- Мирјана Живковић: Додекафонска пасакаља, Pro musica 24, 1967, 9
- Василије Мокрањац, Pro musica 30-31, 1968.
- Станојло Рајичић, Pro musica 34, 1968.
- Срђан Хофман: Movimento energico, Pro musica 35, 1968, 10
- Андрија Галун: Музика 68, Pro musica 36, 1968, 10
- Белешке о формалној структури Мокрањчевих Руковети, Развитак 5, 190 Зајечар. исто: Pro musica, ванредни број, 1981
- Шеста симфонија Станојла Рајичића, Pro musica 54, 1971, 9-11
- Четврта симфонија Василија Мокрањца, Pro musica 65, 1973, 16-19
- 40 година Факултета музичке уметности (Музичке академије), Универзитет уметности, Београд, 1977.
- Василије Мокрањац: Концертна музика за клавир и оркестар, Pro musica 92, 1978.
- In memoriam - Петар Озгијан, Звук 1979, 2, 31-34
- In memoriam - Бруно Брун[20], Политика, 1978[21]
- Три годишњице Јосифа Маринковића, Pro musica 110, 1981, 12-14
- Јосип Славенски и његова „астроакустика", Звук 1984, 4, 5-14. Исто: Међумурје, Чаковец, 1985, 7. На немачком: Josip Slavenski und seine Astroakustik (превод и допуна напомена W. Linden), Musiktheorie, 1988, 1
- Стогодишњица Стевана Христића, Звук 1985, 1, 5-10
- Композиције на текстове из Вукове збирке (упоредни текст на немачком Vertonungen von Texten aus Vuks Liedersammlungen), у: Вера Бојић, Вуково наслеђе у европској музици / Vuks musikalische Erben, I; Београд, САНУ - München, Verlag Otto Sagner, 1987, 51-78
- Српске народне мелодије у Loeweovim песмама, у: Фолклор и његова уметничка транспозиција, радови са научног скупа, Београд, ФМУ, 1987, 127-140
- Уз осамдесетогодишњицу Станојла Рајичића, Звук 5, 1990, 45-47
- Музичко-теоријска трилогија Дејана Деспића, Pro musica 145, 1991, 31-32
- "Ludus tonalis" Паула Хиндемитха, ркп.
- Тенденције развоја српске музике у послератном периоду, ркп.

## Сарадња у енциклопедијама
- Музичка енциклопедија ЈЛЗ, Загреб, св. I 1958, св. II 1963.
- Лексикон југославенске музике, ЈЛЗ, Загреб, I-II, 1984.

## Превод
- Паул Хиндемит, Техника тонског слога (Unterweisung im Tonsatz), Београд, Универзитет уметности, 1983, 238 стр.
- Превод на немачки књиге Дејана Деспића Теорија тоналитета
- Превод на немачки књиге Мирјане Веселиновић Фрагменти о постмодерни
- Преводи чланака са немачког за часописе Нови звук[22] и Музички талас

## Редакторски рад
- Др Војислав Вучковић: Студије, есеји, критике; Војислав Вучковић уметник и борац. - Београд, Нолит, 1968, стр. 694 + 523
- C. Sachs, Музика старог света (Die Musik der alten Welt in Ost und West), прев. Предраг Милошевић. - Београд, Универзитет уметности, -1980. 386 стр.
- L. A. Meyer, Емоција и значење у музици (Emotion and Meaning in Music), прев. Шимо Вулиновић-Златан. - Београд, Нолит, 1986, 376 стр.
- Стеван Христић, зборник студентских радова, ФМУ, 1985.
- Петар Крстић, зборник студентских радова, ФМУ, 1986, 224 стр.
- У спомен Косте П. Манојловића, зборник радова, ФМУ, 1988, 341 стр.
- Петар Бингулац: Написи о музици, - Београд, Универзитет уметности, 1988, 464 стр.
- Станислав Бинички, зборник радова, ФМУ, 1991,249 стр.
- Фолклор и његова уметничка транспозиција, зборник радова са научног скупа, Београд, ФМУ, 1997.
- Сарадња на издању Сабраних дела Јосипа Славенског. - Загреб / Друштво хрватских складатеља - Београд / Удружење композитора Србије, 1984. и даље (редакција и пропратни текст за: Хаос, Славенска соната, Композиције за виолину и оргуље; пропратни текстови за: Музика за оркестар, Музика за камерни оркестар)
- Сарадња на издању сабраних дела Стевана Ст. Мокрањца. – Београд, Завод за уџбенике и наставна средства, 1992. и даље (редакција III тома, пропратни текстови за I, II, III и V том, биографија Ст. Мокрањца у I-IX тому)
- Учешће у редиговању 10. тома Сабраних дела Стевана Ст. Мокрањца. – Београд, Завод за уџбенике и наставна средства, 1998. (у заједници са акад. Дејаном Деспићем)
- Јосиф Маринковић, Хорови (редакција са пропратним текстом). - Београд, Завод за уџбенике и наставна средства, 2003, стр. 496

## Остало
- Текстови за емисије Радио Београда, Радио Скопља, за омоте плоча у издању ПГП РТБ, програмски коментари за концерте Београдске филхармоније, Симфонијског оркестра и хора Радио Београда, Музичке омладине. Биографски текстови о композиторима-академицима поводом изложбе САНУ, 1981, текстови за програме концерата у Галерији САНУ, 1982/1983. итд.